# Hoosier Hill
Hoosier Hill est un sommet situé près de Franklin Township, dans le comté de Wayne en Indiana, aux États-Unis.
Avec seulement 383 mètres d'altitude, c'est pourtant le point culminant de l'État.

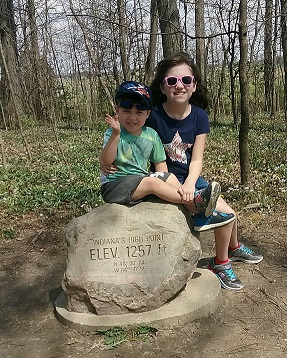
Des visiteurs à Hoosier Hill.